# Bușmei, Neamț
Bușmei este un sat în comuna Farcașa din județul Neamț, Moldova, România.

Cimitirul de pe deal văzut din Farcaşa

 Acest articol despre o localitate din județul Neamț este deocamdată un ciot. Puteți ajuta Wikipedia prin completarea lui.